# Aristide Guarneri
Aristide Guarneri (Cremona, 7 marzo 1938) è un ex calciatore e allenatore di calcio italiano, di ruolo difensore. Con la nazionale italiana è stato campione d'Europa nel 1968.

## Caratteristiche tecniche

### Giocatore
Terzino a inizio carriera, fu impiegato prevalentemente come stopper, ruolo nel quale prediligeva il gioco d'anticipo rispetto agli interventi sull'uomo. Mai espulso in carriera, per questo motivo fu soprannominato lo stopper gentiluomo.

## Carriera

### Giocatore

#### Club

Guarneri (in alto) all'Inter nel 1964, al ritorno in Italia coi compagni Tagnin, Malatrasi e Corso dopo la vittoriosa Coppa Intercontinentale.

Dopo gli esordi nella Juventina (formazione giovanile del cremonese) e nel Codogno (Promozione), nel 1957 passò al Como, in Serie B. A causa dell'esclusione di un compagno per motivi disciplinari, l'allenatore argentino Hugo Lamanna lo promosse titolare, impiegandolo come terzino sinistro.
Nel 1958 passò all'Inter, dove fu impiegato per la prima volta da stopper da Giulio Cappelli a causa delle deludenti prestazioni del titolare Cardarelli e, su suggerimento di Gianni Invernizzi, fu inizialmente designato per il ruolo. Esordì con i nerazzurri il successivo 12 ottobre nella gara vinta per 8-0 contro la SPAL e diventò presto un titolare insostituibile: dal 1962 formò con Armando Picchi la coppia difensiva centrale della Grande Inter allenata da Helenio Herrera. Vinse con l'Inter tre scudetti, due Coppe dei Campioni e due Coppe Intercontinentali.
Lasciò i nerazzurri nel 1967 per giocare una stagione al Bologna e poi una a Napoli, dove offrì un rendimento inferiore alle aspettative anche a causa di problemi di ambientamento.
Nel 1969 tornò per una stagione all'Inter, dove Heriberto Herrera aveva sostituito Helenio: con il tecnico paraguaiano non trovò spazio, disputando due partite in Coppa delle Fiere e tre nel finale di campionato, l'ultima il 19 aprile 1970 (Verona-Inter 1-3).
Nel gennaio 1971, pur richiesto dal Palermo, scese in Serie D, alla Cremonese, lasciando l'Inter dopo 335 presenze e quattro reti. Con la formazione grigiorossa ottenne la promozione in Serie C, disputando altre due annate da capitano nella terza serie prima di ritirarsi nel 1973, a 35 anni.

#### Nazionale

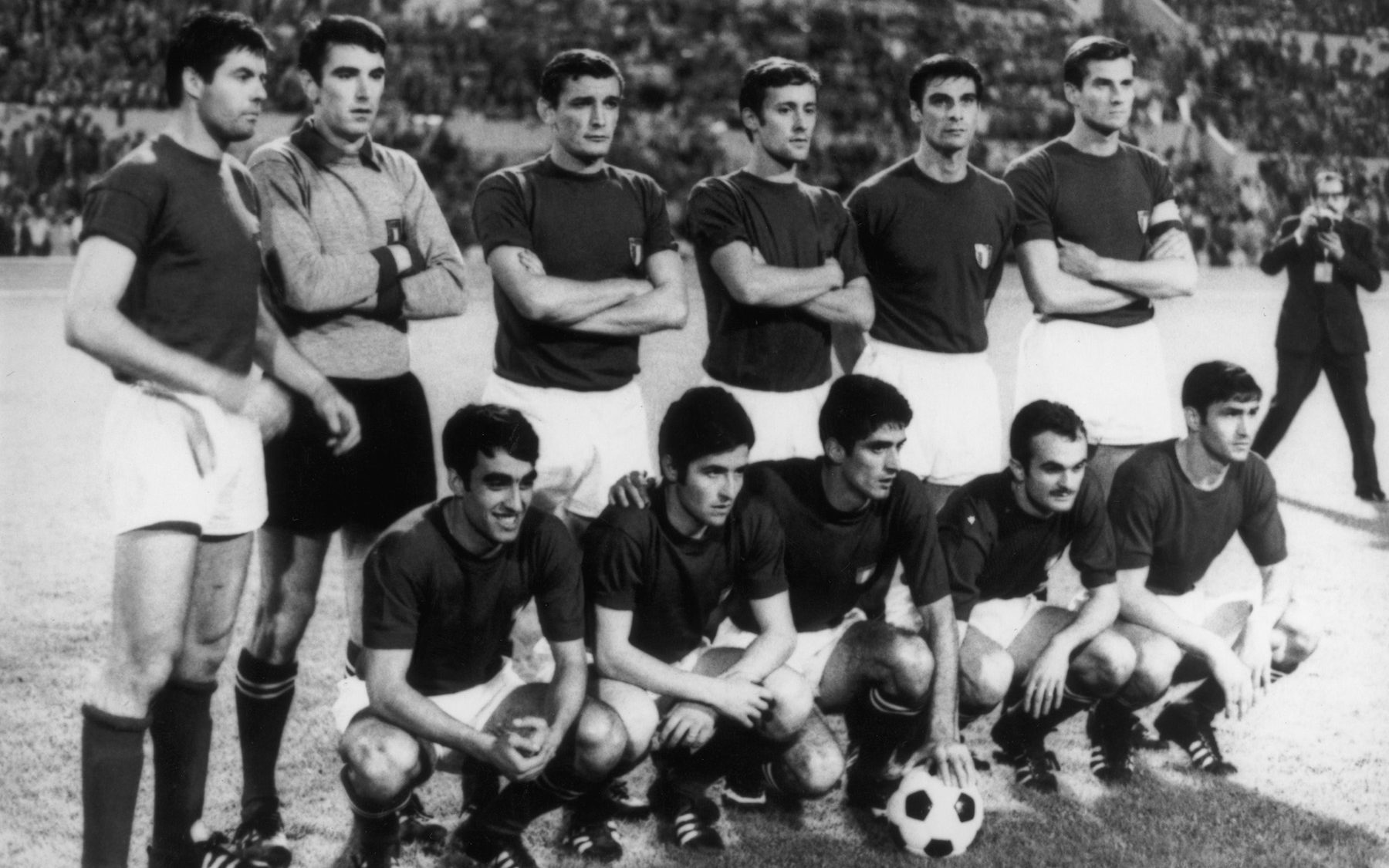
Guarneri (in piedi, secondo da destra) in campo tra le file dell'Italia in occasione della vittoriosa ripetizione della finale dell'Europeo 1968

Esordì in nazionale il 12 maggio 1963, nella partita vinta per 3-0 contro il Brasile campione del mondo. In maglia azzurra disputò 21 partite, con una presenza al Mondiale 1966 e due al vittorioso Europeo 1968, in cui scese in campo contro la Jugoslavia in finale (che dovette essere ripetuta poiché terminata in pareggio). Realizzò il suo unico gol nel 1966, in un'amichevole contro l'URSS di Lev Jašin.

### Allenatore
Diventò allenatore della Berretti della Cremonese, con la quale conquistò lo scudetto di categoria nel 1974. In seguito è stato il vice di Giancarlo Danova al Sant'Angelo ed ha allenato il Fiorenzuola, entrambe in Interregionale, alla metà degli anni 1980, oltre a Viadana e Soresinese tra i dilettanti. Nella stagione 1991-1992 è stato il vice di Luis Suárez sulla panchina dell'Inter, dopo l'esonero di Corrado Orrico.
Terminata la breve parentesi come allenatore, Guarneri tornò nell'entourage della squadra nerazzurra con cui aveva vinto tutto, occupando diversi ruoli tra cui, soprattutto, quello di osservatore alla ricerca di nuovi talenti da inserire nell'organico interista.

## Statistiche

### Cronologia presenze e reti in nazionale
| Cronologia completa delle presenze e delle reti in nazionale ― Italia | Cronologia completa delle presenze e delle reti in nazionale ― Italia | Cronologia completa delle presenze e delle reti in nazionale ― Italia | Cronologia completa delle presenze e delle reti in nazionale ― Italia | Cronologia completa delle presenze e delle reti in nazionale ― Italia | Cronologia completa delle presenze e delle reti in nazionale ― Italia | Cronologia completa delle presenze e delle reti in nazionale ― Italia | Cronologia completa delle presenze e delle reti in nazionale ― Italia |
| Data                                                                  | Città                                                                 | In casa                                                               | Risultato                                                             | Ospiti                                                                | Competizione                                                          | Reti                                                                  | Note                                                                  |
| --------------------------------------------------------------------- | --------------------------------------------------------------------- | --------------------------------------------------------------------- | --------------------------------------------------------------------- | --------------------------------------------------------------------- | --------------------------------------------------------------------- | --------------------------------------------------------------------- | --------------------------------------------------------------------- |
| 12-5-1963                                                             | Milano                                                                | Italia                                                                | 3 – 0                                                                 | Brasile                                                               | Amichevole                                                            | -                                                                     |                                                                       |
| 9-6-1963                                                              | Vienna                                                                | Austria                                                               | 0 – 1                                                                 | Italia                                                                | Amichevole                                                            | -                                                                     |                                                                       |
| 13-10-1963                                                            | Mosca                                                                 | Unione Sovietica                                                      | 2 – 0                                                                 | Italia                                                                | Qual. Euro 1964                                                       | -                                                                     |                                                                       |
| 10-11-1963                                                            | Roma                                                                  | Italia                                                                | 1 – 1                                                                 | Unione Sovietica                                                      | Qual. Euro 1964                                                       | -                                                                     |                                                                       |
| 14-12-1963                                                            | Torino                                                                | Italia                                                                | 1 – 0                                                                 | Austria                                                               | Amichevole                                                            | -                                                                     |                                                                       |
| 11-4-1964                                                             | Firenze                                                               | Italia                                                                | 0 – 0                                                                 | Cecoslovacchia                                                        | Amichevole                                                            | -                                                                     | 55’                                                                   |
| 4-11-1964                                                             | Genova                                                                | Italia                                                                | 6 – 1                                                                 | Finlandia                                                             | Qual. Mondiali 1966                                                   | -                                                                     |                                                                       |
| 13-3-1965                                                             | Amburgo                                                               | Germania Ovest                                                        | 1 – 1                                                                 | Italia                                                                | Amichevole                                                            | -                                                                     |                                                                       |
| 18-4-1965                                                             | Varsavia                                                              | Polonia                                                               | 0 – 0                                                                 | Italia                                                                | Qual. Mondiali 1966                                                   | -                                                                     |                                                                       |
| 9-11-1965                                                             | Glasgow                                                               | Scozia                                                                | 1 – 0                                                                 | Italia                                                                | Qual. Mondiali 1966                                                   | -                                                                     |                                                                       |
| 14-6-1966                                                             | Bologna                                                               | Italia                                                                | 6 – 1                                                                 | Bulgaria                                                              | Amichevole                                                            | -                                                                     | 46’                                                                   |
| 18-6-1966                                                             | Milano                                                                | Italia                                                                | 1 – 0                                                                 | Austria                                                               | Amichevole                                                            | -                                                                     |                                                                       |
| 19-7-1966                                                             | Middlesbrough                                                         | Corea del Nord                                                        | 1 – 0                                                                 | Italia                                                                | Mondiali 1966 - 1º turno                                              | -                                                                     |                                                                       |
| 1-11-1966                                                             | Milano                                                                | Italia                                                                | 1 – 0                                                                 | Unione Sovietica                                                      | Amichevole                                                            | 1                                                                     |                                                                       |
| 26-11-1966                                                            | Napoli                                                                | Italia                                                                | 3 – 1                                                                 | Romania                                                               | Qual. Euro 1968                                                       | -                                                                     |                                                                       |
| 22-3-1967                                                             | Nicosia                                                               | Cipro                                                                 | 0 – 2                                                                 | Italia                                                                | Qual. Euro 1968                                                       | -                                                                     |                                                                       |
| 27-3-1967                                                             | Roma                                                                  | Italia                                                                | 1 – 1                                                                 | Portogallo                                                            | Amichevole                                                            | -                                                                     |                                                                       |
| 25-6-1967                                                             | Bucarest                                                              | Romania                                                               | 0 – 1                                                                 | Italia                                                                | Qual. Euro 1968                                                       | -                                                                     |                                                                       |
| 20-4-1968                                                             | Napoli                                                                | Italia                                                                | 2 – 0                                                                 | Bulgaria                                                              | Qual. Euro 1968                                                       | -                                                                     |                                                                       |
| 8-6-1968                                                              | Roma                                                                  | Italia                                                                | 1 – 1 dts                                                             | Jugoslavia                                                            | Euro 1968 - Finale                                                    | -                                                                     |                                                                       |
| 10-6-1968                                                             | Roma                                                                  | Italia                                                                | 2 – 0                                                                 | Jugoslavia                                                            | Euro 1968 - Finale (ripetizione)                                      | -                                                                     | 1º titolo europeo                                                     |
| Totale                                                                |                                                                       | Presenze                                                              | 21                                                                    |                                                                       | Reti                                                                  | 1                                                                     |                                                                       |

## Palmarès

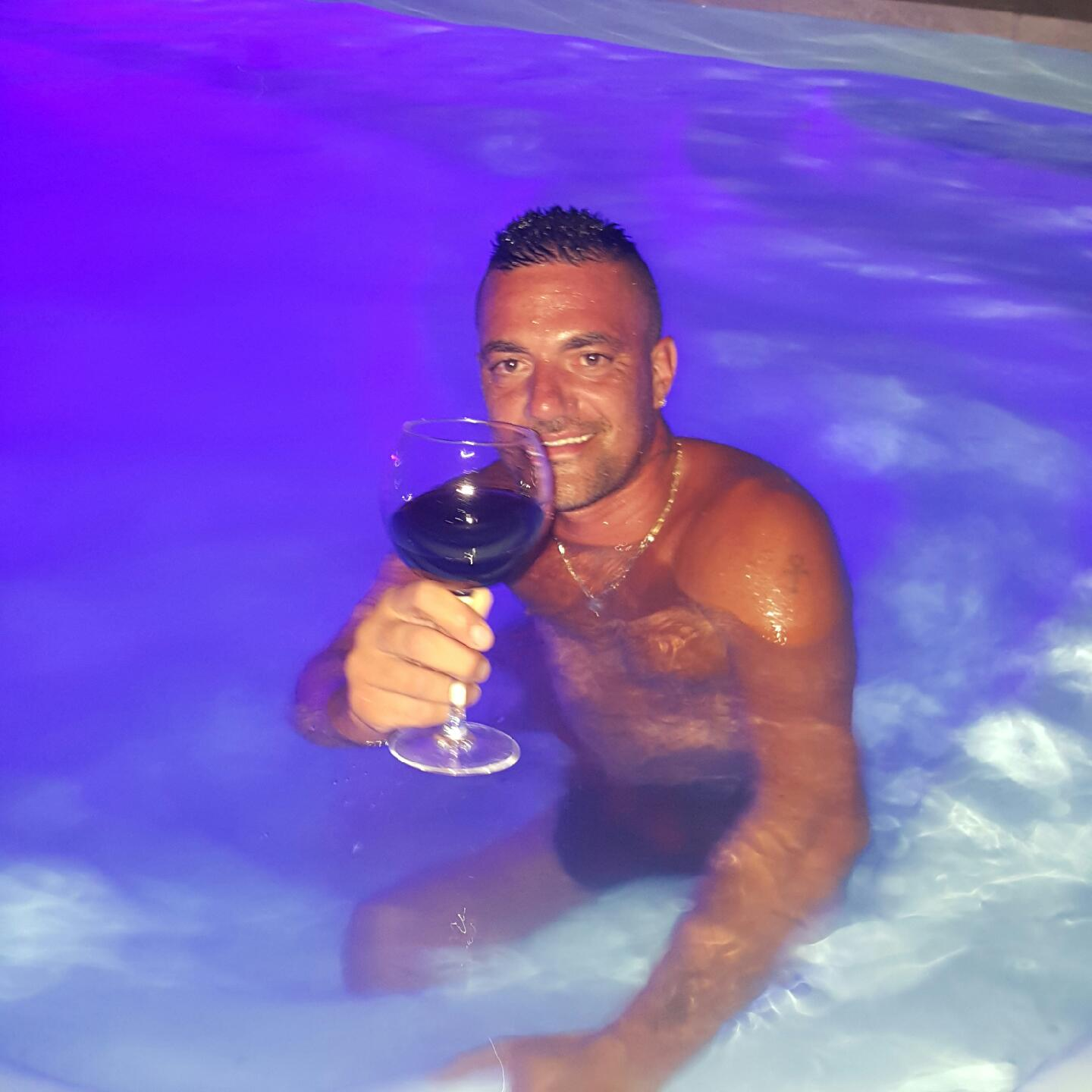
Guarneri in nazionale negli anni '60.

### Giocatore

#### Club

##### Competizioni nazionali
- Campionato italiano: 3

Inter: 1962-1963, 1964-1965, 1965-1966
- Campionato italiano Serie D: 1

Cremonese: 1970-1971 (girone B)

##### Competizioni internazionali
- Coppa dei Campioni: 2

Inter: 1963-1964, 1964-1965
- Coppa Intercontinentale: 2

Inter: 1964, 1965

#### Nazionale
- Campionato d'Europa: 1

Italia 1968